# Alex de Leeuw
Alex de Leeuw ist ein niederländischer Tenor- und Basssaxophonist.
Nach einem Studium der Politikwissenschaften studierte de Leeuw Tenorsaxophon am Konservatorium bei Ed Bogaard. Seit 1981 ist er neben Bogaard, Leo van Oostrom und Adri van Velsen Mitglied des Nederlands Saxofoon Quartet, mit dem er mehrere CDs aufnahm. Mit dem Gitarristen Rolf Koppijn und dem Kornettisten Sytze van Duin bildet er das Trio Grande, in dem er Basssaxophon spielt (CDs Teddy Bear's Picnic, As Time Goes By). Auch dem Ensemble Connsonant Five gehört er als Basssaxophonist an. Als Duo tritt er mit dem Pianisten Guido Nielsen auf. Außerdem arbeitete er mit verschiedenen niederländischen Sinfonieorchestern zusammen. Komponisten wie Huub de Vriend, Henk Alkema, Chiel Meijering und Ida Gotkovsky schrieben Werke für ihn. Seit mehr als zwei Jahrzehnten ist er dem Meer Jazz Festival verbunden, zunächst als Vorsitzender der Stiftung Meer Jazz, später als Direktor des Festivals. Am Kunst- und Kulturzentrum Pier K unterrichtet de Leeuw seit über 30 Jahren Saxophon.